# Рубинштейн, Лев Семёнович

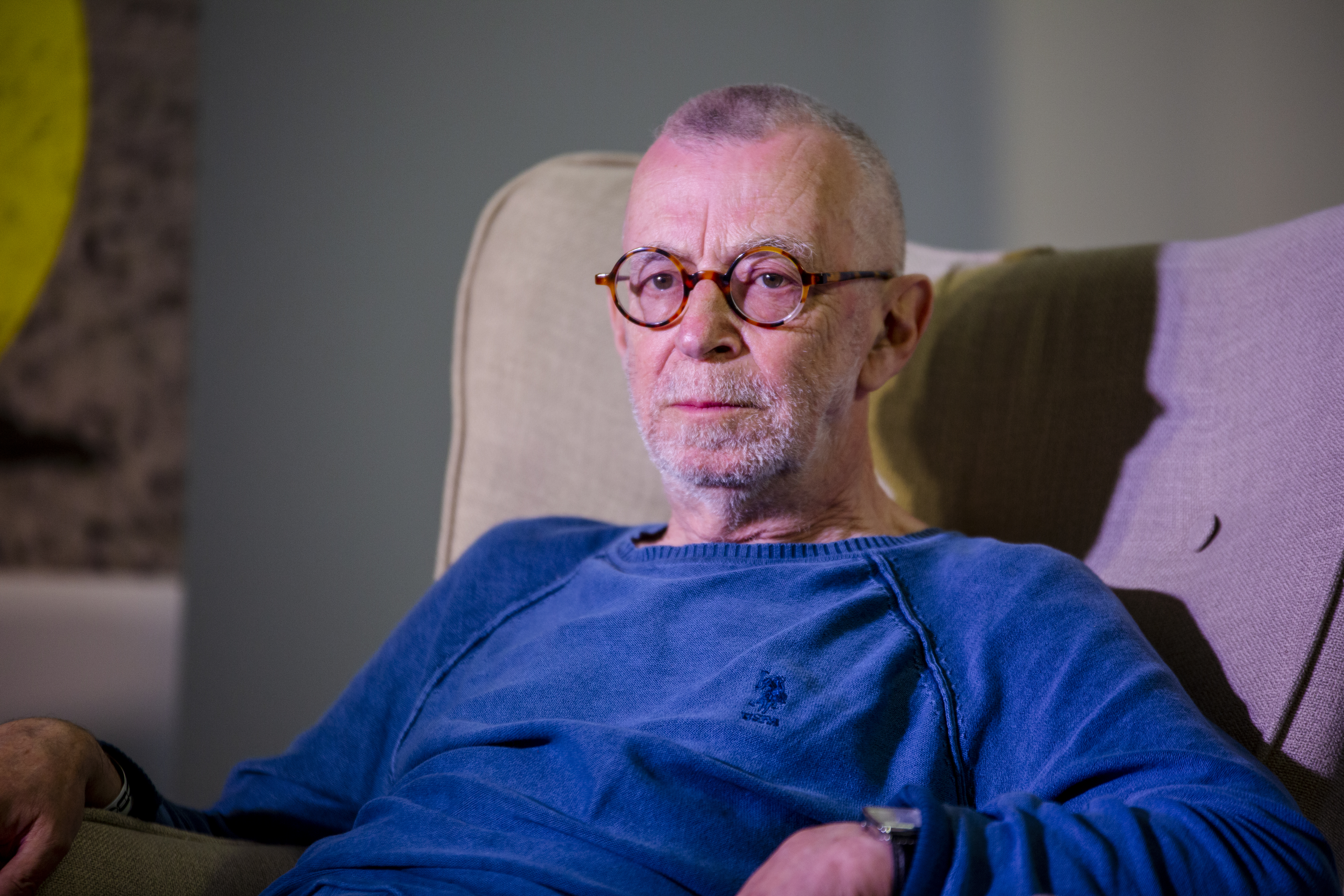
Лев Рубинштейн на форуме «Слово Ново», 2022 год

Лев Семёнович Рубинште́йн (19 февраля 1947, Москва — 14 января 2024, Москва) — российский поэт, библиограф и эссеист, обозреватель, общественный деятель, журналист. Член Союза российских писателей (1991). Лауреат литературной премии «НОС-2012» за книгу «Знаки внимания».

## Биография

### Ранние годы
Родился 19 февраля 1947 года в Москве в еврейской семье, детство провёл в подмосковных Мытищах. Родители — инженер-строитель Семён Львович Рубинштейн (1911—1981), уроженец Кременчуга, участник Великой Отечественной войны, военинженер 3 ранга (капитан интендантской службы), и учительница Елена Михайловна Коган (1913—1987), родом из Полтавы. Окончил филологический факультет Московского государственного заочного педагогического института (в дальнейшем МГГУ имени Шолохова), долгое время работал в институтской библиотеке.

### Творчество
Литературой начал заниматься с конца 1960-х годов; в начале 1970-х годов начал разрабатывать собственную стилистику минимализма. Под влиянием работы с библиотечными карточками с середины 1970-х годов создал собственный жанр, возникший на границе вербальных, изобразительных и перформативных искусств — жанр «картотеки». Один из основоположников и лидеров московского концептуализма (наряду с Всеволодом Некрасовым и Дмитрием Приговым).
Лев Рубинштейн был участником многих поэтических и музыкальных фестивалей, художественных выставок и акций. Первые публикации (по-русски и в переводах) появились на Западе в конце 1970-х годов. Первые публикации в России — с конца 1980-х годов. Составитель альманаха «Личное дело №».
В 1994 году был стипендиатом DAAD в Берлине.
Публиковался в газете «Коммерсантъ» (1995); в журналах «Итоги» (1996—2001), «Еженедельный журнал» (2001—2004), «Политбюро» (2003). С 2005 по 2015 год писал для сайта Грани.ру. Колумнист Стенгазеты.нет (с 2005 года) и Inliberty.ru (c 2015).

К 2010-м годам практически отказался от писания на карточках и связанной с этим поэтики. По его собственным словам, 
С появлением компьютера, интернета, социальных сетей та самая «карточка» перестала быть хорошо понятным многим поколениям «носителем». Она стала архивным, отчасти музейным предметом. Сейчас писать на карточках — всё равно как писать на глиняных табличках…
Произведения Рубинштейна переведены на английский, немецкий, финский, французский, шведский, польский и другие языки.

### ДТП и смерть
8 января 2024 года на пешеходном переходе в районе дома № 9 по улице Образцова в Москве Рубинштейна сбил водитель Александр Д. (в апреле 2024 года суд назначил ему условное наказание сроком на 1 год и 8 месяцев). С переломами и черепно-мозговой травмой он был госпитализирован в Институт скорой помощи имени Склифосовского.
12 января поэт впал в кому и был подключён к аппарату ИВЛ.
Утром 14 января 2024 года на 77-м году жизни Лев Семёнович скончался в реанимации НИИ Склифосовского, не приходя в сознание, об этом сообщила его дочь Мария.
Церемония прощания с Рубинштейном прошла 17 января 2024 года в московском ДК «Рассвет» в Столярном переулке. Похоронен 19 января на Малаховском кладбище (еврейская территория, уч. 4нм) (Московская область, г.о. Люберцы, р.п. Малаховка).

## Семья
- Жена — Ирина Григорьевна Головинская (род. 1947), журналист, редактор, эссеист. Окончила филологический факультет МГУ[27], работала в периодических изданиях, составитель ряда сборников эссеистики и публицистики[28]
  - Дочь — Мария Львовна Рубинштейн (род. 1980), лингвист, переводчик, преподаватель английского языка.
- Двоюродный брат — Юрий Савельевич Злотников (1930—2016), художник-абстракционист[29][30].

## Общественная деятельность

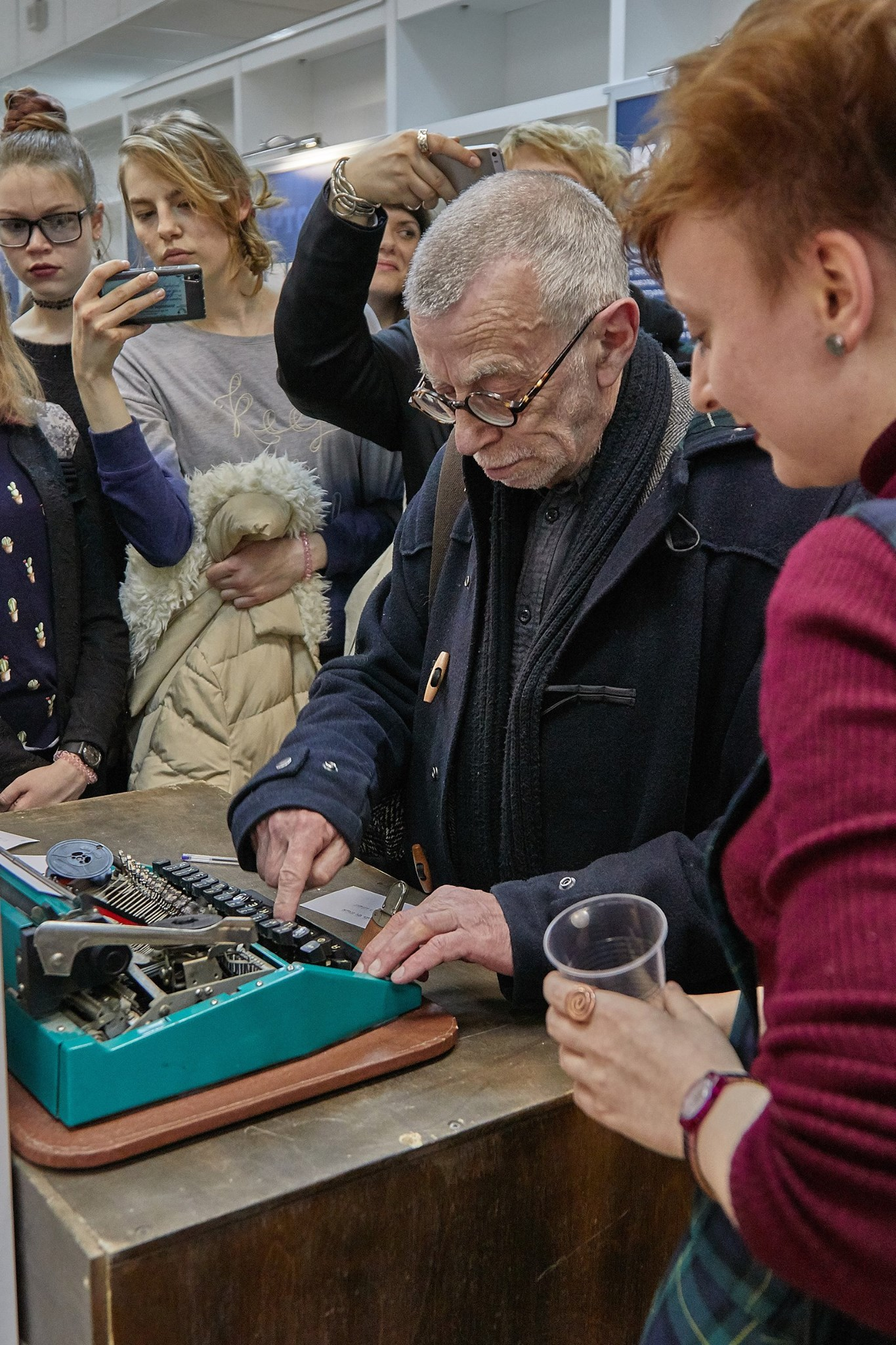
Лев Рубинштейн на проекте «Карточки» в библиотеке имени Н. А. Некрасова. Москва, 2017 год

В 2001 году подписал письмо в защиту телеканала НТВ; в 2003 году — письмо против войны в Чечне.
В феврале 2013 года записал для проекта «Против гомофобии» видеообращение в поддержку ЛГБТ-сообщества.
В марте 2013 года принимал участие в серии одиночных пикетов за освобождение участниц Pussy Riot Марии Алёхиной и Надежды Толоконниковой.
Был участником конгресса «Украина — Россия: диалог», проходившего 24—25 апреля 2014 года в Киеве.
В сентябре 2014 года подписал заявление с требованием «прекратить агрессивную авантюру: вывести с территории Украины российские войска и прекратить пропагандистскую, материальную и военную поддержку сепаратистам на Юго-Востоке Украины».

В январе 2017 года вышел из состава Русского ПЕН-центра. В своём обращении Рубинштейн написал: 
«…Среди основных задач мирового ПЕН-движения значится „бороться за свободу выражения и быть мощным голосом в защиту писателей, которые за свои взгляды подвергаются преследованиям, тюремному заключению и угрозе жизни“. Российский ПЕН-центр этим не занимается, а значит, никакого отношения к ПЕН-движению не имеет. Задача всей деятельности Российского ПЦ только в том, чтобы не рассердить начальство».
В ноябре 2019 года подписал коллективное обращение в поддержку Гасана Гусейнова.
В сентябре 2020 года подписал письмо в поддержку протестных акций в Белоруссии.
В марте 2022 года подписал открытое письмо, осуждающее российское вторжение на Украину.

## Оценки
Михаил Берг отмечал:
Для Рубинштейна, создателя икебан из полузасохших цветов — образчиков лирических стилей русской литературы (для его метода советская литература есть лишь часть русской) и устных высказываний, обрывков бытовой речи, также отражающей влияние письменной литературы,— «конец литературы» совсем не трагедия. Не трагедия потому, что этот конец всего лишь приём, и ещё потому, что конца любви к немощному, вымороченному, но ещё живому не предвидится.
По мнению Дмитрия Бавильского:
Лев Рубинштейн — это Чехов сегодня. Подтекста больше, чем текста, пауз — чем слов. Здесь всё в лакунах и переходах, в интенциях и провисаниях. […] Экскурсия по семейному альбому грозит обернуться спазмом в горле, выкачанным из лёгких временем, которого, как воздуха, уже не хватает. Которое хватает за горло […] Тексты его много меньше (в сравнении с опытами Пригова или Сорокина) напоминают традиционные способы бытования художественных произведений. Это высшая степень мизантропии или свободы — не объяснять, не пытаться быть понятным, понятым. Но предлагать себя как данность: если происходит какое-то, вне смысла, совпадение с читателем — пожалуйста, а если нет, то не очень-то и хотелось.

## Награды и признание
- В 1999 году стал лауреатом премии Андрея Белого.
- Эссеистика Рубинштейна входила в шорт-лист Пушкинской премии[нем.] Фонда А. Тёпфера (2004).
- В 2006 году был отмечен грантом М. Б. Ходорковского «Поэзия и свобода».
- В 2012 году стал лауреатом литературной премии «НОС-2012» за книгу «Знаки внимания»[6].